# القمم البركانية السبع
|  |
|  |
|  |
|  |
|  |
|  |
|  |

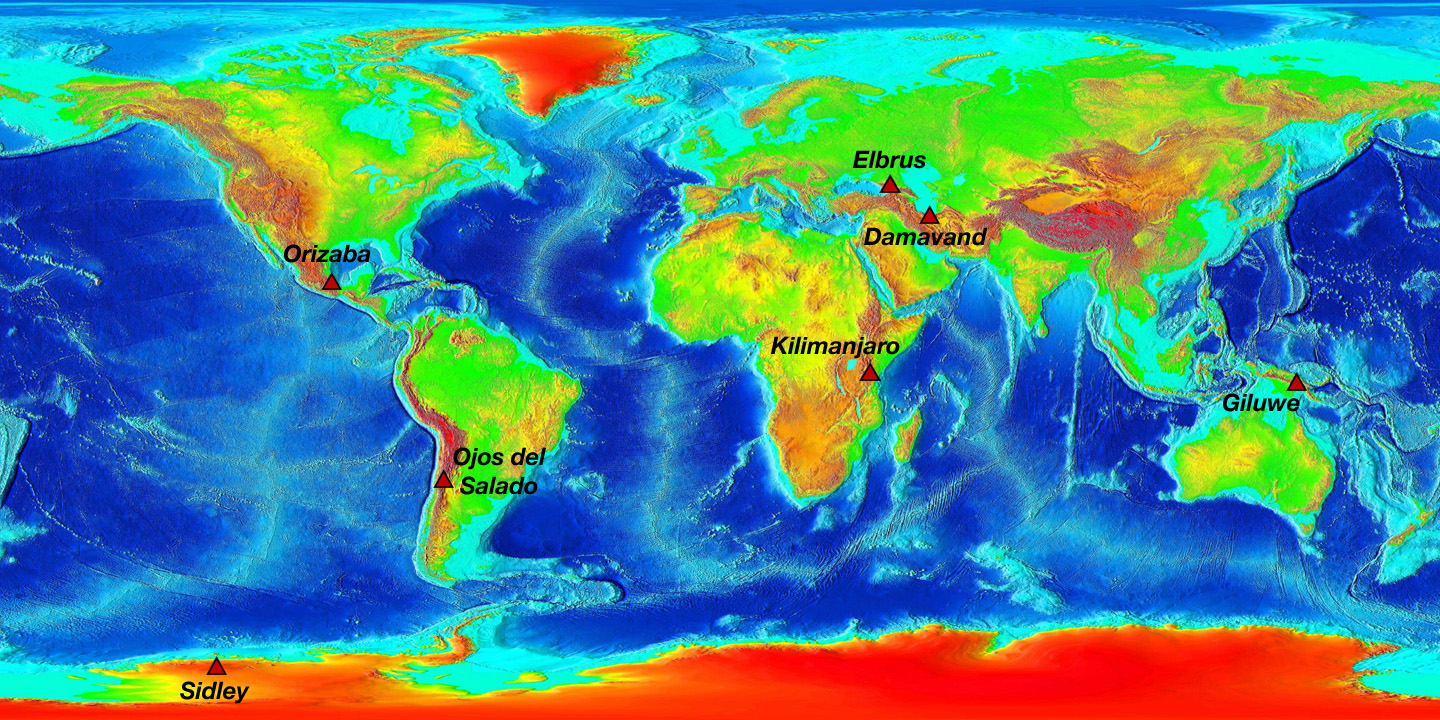
توزع القمم البركانية السبع على خريطة العالم

القمم البركانية السبع (بالإنجليزية: Volcanic Seven Summits)‏ هي أعلى القمم البراكينة الموجودة في كل قارة. اثنتان منها من ضمن أعلى قمم الجبال السبعة في العالم.

## القمم السبع
- أوخوس ديل سالادو: أعلى قمة بركانية في العالم تقع في جبال الأنديز بين تشيلي والأرجنتين في قارة أمريكا الجنوبية، يبلغ ارتفاعها 22,615 قدم (6,893)م، وهي قمة بركان نشط، تقع بالقرب من صحراء أتاكاما، وتتمتع بمناخ جاف مع تغطية ثلجية تكون ذروتها في أشهر الشتاء. آخر ثوران وقع قبل 1300 عام.
- كليمنجارو: تقع في تنزانيا، وتعد أطول قمة بركانية في القارة الأفريقية وأيضًا من أعلى قمم الجبال السبعة. يبلغ ارتفاعها 19,341قدم، (5,895م) فوق مستوى سطح البحر وتضم ثلاثة مخروطات بركانية: كيبو وشيرا وماونسي. بدأ انفجار ماونسي وشيرا منذ حوالي مليون عام وانقرض، لكن كيبو خامدة وقد تندلع في أي وقت. تغطي الغابات الجزء السفلي من البركان وهي موطن لكثير من الحيوانات مثل الأفيال، النمس، والخنازير.
- إلبروس: تقع في منطقة القوقاز في روسيا، وتعد أطول قمة بركانية في أوروبا، يصل ارتفاع هذه القمة إلى 18.510 قدم (5,664م)، وتعتبر غير نشطة. لهذه القمة غطاء جليدي دائم و 22 من الأنهار الجليدية. وهي أيضا من أعلى قمم الجبال السبعة في العالم.
- بيكو دي أوريزابا: أطول قمة بركانية في أمريكا الشمالية، يبلغ ارتفاعها 18,491 قدم، (5,636م) فوق مستوى سطح البحر وتقع في المكسيك، في الحزام البركاني الممتد عبر المكسيك. تقع على الحدود بين فيراكروز وبويبلا، آخر ثوران كان عام 1846، وهي حاليا قمة بركان خامد.
- جبل دماوند: تقع في جبال ألبرز في إيران، وهي أطول قمة بركانية في آسيا. يبلغ ارتفاعها 18,406 قدم (5,610 م) من المحتمل أن تكون هذه القمة البركانية نشطة، وحدث الانفجار الأخير قبل 7300 عام.
- جبل غيلوي: أعلى قمة بركانية في أوقيانوسيا تقع في جبال المرتفعات الجنوبية لبابوا غينيا الجديدة على ارتفاع 14,331 قدم (4,368 م). كان آخر ثوران معروف منذ حوالي 220,000 عام.
- جبل سيدلي: القمة البركانية الأخيرة وتقع في القارة القطبية الجنوبية. يبلغ طولها 14,058 قدم (4,285 م) وتشكل جزءا من نطاق اللجنة التنفيذية. تضم كالديرا واسعة 5 كم، وهي قمة بركان خامد.

## جدول يبين ترتيب القمم حسب الارتفاع
| بركان            | الارتفاع (قدم) | الارتفاع (م) | القارة                  | البلد                | النطاق                      |
| ---------------- | -------------- | ------------ | ----------------------- | -------------------- | --------------------------- |
| أوخوس ديل سالادو | 22,615         | 6,893        | أمريكا الجنوبية         | تشيلي والأرجنتين     | جبال الأنديز                |
| كليمنجارو        | 19,341         | 5,895        | أفريقيا                 | تنزانيا              |                             |
| إلبروس           | 18,510         | 5,664        | أوروبا                  | روسيا                | القوقاز                     |
| بيكو دي أوريزابا | 18,491         | 5,636        | أمريكا الشمالية         | المكسيك              | الحزام البركاني عبر المكسيك |
| دماوند           | 18,406         | 5,610        | آسيا                    | إيران                | جبال ألبرز                  |
| جبل غيلوي        | 14,331         | 4,368        | أوقيانوسيا              | بابوا غينيا الجنوبية | جبال المرتفعات الجنوبية     |
| جبل سيدلي        | 14,058         | 4,285        | القارة القطبية الجنوبية |                      | اللجنة التنفيذية            |